# Shane Williams
Shane Williams (Swansea, Gales, 26 de febrero de 1977) es un exjugador británico de rugby que se desempeñaba como wing. Anunció su retiro una vez finalizado su contrato con Mitsubishi Dynaboars de Japón, en mayo de 2015.
Jugó 87 partidos con los Dragones rojos hasta su retiro en 2011, después de disputar el Mundial de Nueva Zelanda 2011 llevando a su país a los cuatro primeros puestos. Es el máximo anotador de tries de la historia de su selección con 58, además de ser el máximo anotador de tries de Gales en los mundiales con 10.
También ha participado en 5 ocasiones con los Lions en las giras de 2005, 2009 y fue convocado nuevamente para enfrentar a Brumbies en la Gira de 2013.
En 2012, fue elegido Miembro de la Orden del Imperio Británico por su contribución al rugby. Se destacaba por su increíble velocidad, su baja altura para el deporte (170 cm), habilidad de manos, juego de cintura y por tener predilección a anotar tries. En 2008 fue premiado Mejor Jugador del Mundo.

## Carrera
Su primer choque internacional con Gales, fue frente a Francia, en un partido perteneciente al Torneo de las Seis Naciones 2000. A pesar de jugar 7 partidos internacionales en el 2000, su carrera pronto se vio truncada por las lesiones, entre el 2001 y el 2003, donde admitió la posibilidad de abandonar el rugby. A pesar de ello, se recuperó a tiempo para la Copa Mundial de Rugby de 2003, jugando dos partidos y anotando un try contra los All Blacks.
En 2005, fue pieza clave para la obtención del Grand Slam en el Seis Naciones de ese año, anotando, entre otros, el try decisivo frente a Inglaterra.
Dos años después, superó a Ieuan Evans, como el hombre con más tries con Gales, además de participar en su segunda Copa del Mundo, consiguiendo 6 tries. No obstante, el sudafricano Bryan Habana, le superó con 8 tries como máximo realizador del Mundial.
Un año después, en 2008, consiguió su segundo Grand Slam con Gales, además de ser el máximo anotador de tries y mejor jugador del Seis Naciones. Ese mismo año, sucedería en el palmarés a Bryan Habana como Mejor Jugador del Mundo, siendo el primer y hasta la fecha, único galés en ganarlo.
En 2011, anunció su retirada de la selección, siendo su último partido frente a Australia en el Millenium Stadium, anotando un try en su despedida.

### Palmarés y distinciones notables
- Campeón de la Liga Celta (2005, 2007, 2010 y 2012).
- Campeón de la Anglo-Welsh Cup (2008).
- Seleccionado para jugar la Gira de los British & Irish Lions por Sudáfrica de 2009
- Seleccionado para jugar con los Barbarians

### Selección nacional

#### Participaciones en Copas del Mundo
| Mundial                       | Sede          | Resultado        | PJ | Tries |
| ----------------------------- | ------------- | ---------------- | -- | ----- |
| Copa Mundial de Rugby de 2003 | Australia     | Cuartos de final | 2  | 1     |
| Copa Mundial de Rugby de 2007 | Francia       | Primera fase     | 4  | 6     |
| Copa Mundial de Rugby de 2011 | Nueva Zelanda | Cuarto puesto    | 5  | 3     |

#### Torneo de las Seis Naciones
| Edición            | Posición   | Resultados de Gales | Resultados de Williams | Partidos jugados de Williams |
| ------------------ | ---------- | ------------------- | ---------------------- | ---------------------------- |
| Seis naciones 2000 | 4º         | 3 v, 0 n, 2 d       | 3 v, 0 n, 2 d          | 5/5                          |
| Seis naciones 2001 | 4º         | 2 v, 1 n, 2 d       | 0 v, 0 n, 1 d          | 1/5                          |
| Seis naciones 2004 | 4º         | 2 v, 0 n, 3 d       | 2 v, 0 n, 3 d          | 5/5                          |
| Seis naciones 2005 | Grand Slam | 5 v, 0 n, 0 d       | 5 v, 0 n, 0 d          | 5/5                          |
| Seis naciones 2006 | 5º         | 1 v, 1 n, 3 d       | 1 v, 1 n, 2 d          | 4/5                          |
| Seis naciones 2007 | 5º         | 1 v, 0 n, 4 d       | 1 v, 0 n, 2 d          | 3/5                          |
| Seis naciones 2008 | Grand Slam | 5 v, 0 n, 0 d       | 5 v, 0 n, 0 d          | 5/5                          |
| Seis naciones 2009 | 4º         | 3 v, 0 n, 2 d       | 1 v, 0 n, 2 d          | 3/5                          |
| Seis naciones 2010 | 4º         | 2 v, 0 n, 3 d       | 2 v, 0 n, 3 d          | 5/5                          |
| Seis naciones 2011 | 4º         | 3 v, 0 n, 2 d       | 3 v, 0 n, 1 d          | 4/5                          |

Leyenda: V = Victoria ; N = Empate ; D = Derrota.

#### Consideraciones personales
- 2007 - Tercer máximo anotador de tries del Mundial de Francia
- 2008 - Máximo anotador de tries del Seis Naciones
- 2008 - Mejor jugador del Seis Naciones
- 2008 - World Rugby Jugador del Año
- 2012 - Miembro de la Orden del Imperio Británico
- Máximo anotador de tries de la historia de Gales